# Élection gouvernorale de 2024 en Virginie-Occidentale
L' élection gouvernorale de 2024 en Virginie-Occidentale a lieu le 5 novembre 2024 afin d'élire le gouverneur de l'État américain de Virginie-Occidentale.
Le gouverneur sortant républicain Jim Justice ne peut pas se représenter. Le républicain Patrick Morrisey est élu pour lui succéder. 

## Contexte
Le gouverneur sortant républicain Jim Justice, élu en 2016 puis réélu en 2020 ne peut pas se représenter.

## Système électoral
Le gouverneur de Virginie-Occidentale est élu pour un mandat de quatre ans au scrutin uninominal majoritaire à un tour.

## Primaire républicaine

### Candidats
- Moore Capito, ancien délégué de Virginie-Occidentale
- Kevin Christian, ingénieur électricien
- Chris Miller, concessionnaire automobile
- Patrick Morrisey, procureur général de Virginie-Occidentale
- Mitch Roberts, commerçant
- Mac Warner, secrétaire d'État de Virginie-Occidentale

### Résultats
| Candidat | Candidat         | Voix    | %     |  |
| -------- | ---------------- | ------- | ----- |  |
|          | Patrick Morrisey | 75 111  | 33,28 |  |
|          | Moore Capito     | 62 181  | 27,55 |  |
|          | Chris Miller     | 46 010  | 20,39 |  |
|          | Mac Warner       | 36 170  | 16,03 |  |
|          | Mitch Roberts    | 3 138   | 1,39  |  |
|          | Kevin Christian  | 3 088   | 1,37  |  |
|          |                  |         |       |  |
| Total    | Total            | 225 698 | 100   |  |

## Primaire démocrate

### Candidats
- Steve Williams, maire de Huntington

### Résultats
| Candidat | Candidat       | Voix   | %   |  |
| -------- | -------------- | ------ | --- |  |
|          | Steve Williams | 89 545 | 100 |  |
|          |                |        |     |  |
| Total    | Total          | 89 545 | 100 |  |

## Autres partis et candidats
- Chase Linko-Looper, ancien combattant (Parti de la Montagne)
- Erika Kolenich, avocate (Parti libertarien)
- S. Marshall Wilson, ancien délégué de Virginie-Occidentale (Constitution)

## Résultats
| Candidat                 | Candidat           | Parti         | Voix    | %     |
| ------------------------ | ------------------ | ------------- | ------- | ----- |
|                          | Patrick Morrisey   | Républicain   | 454 021 | 62,10 |
|                          | Steve Williams     | Démocrate     | 230 238 | 31,50 |
|                          | Erika Kolenich     | Libertarien   | 20 967  | 2,90  |
|                          | S. Marshall Wilson | Constitution  | 16 384  | 2,20  |
|                          | Chase Linko-Looper | Montagne      | 9 457   | 1,30  |
|                          |                    |               |         |       |
| Votes valides            | Votes valides      | Votes valides | 731 067 |       |
| Votes blancs et nuls     |                    |               |         |       |
| Total                    | Total              | Total         |         | 100   |
| Abstention               |                    |               |         |       |
| Inscrits / participation |                    |               |         |       |